# 施理華

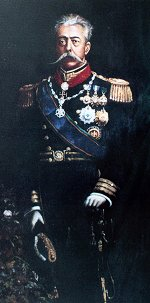
施理華

施理華（1834年12月17日—1905年11月5日），葡萄牙政治人物。
出生在里斯本。其父是一個高級軍官，曾參加葡萄牙內戰。其母出生在富有的地主家庭。施理華通過與Castro伯爵的孫女結婚，取得了Paço de Arcos伯爵的頭銜。
此後施理華加入了葡萄牙海軍，通過自身努力使軍銜逐漸提升到海軍上將。1876年12月31日至1879年間擔任澳門總督。1880年任莫桑比克總督。1881年任葡屬印度總督。1891年至1893年期間，擔任葡國駐巴西的首任大使。